# Балон (балет)
Балон, као термин у балету, означава способност балетског играча да фигуру дуго задржи у ваздуху. Претпоставља се да је термин балон добио име по француском балетском играчу Клоду Балону, мада постоји могућност да је назив настао баш од речи балон. Термин се односи и на квалитет скокова или алегро-корака који имају мек али снажан одскок, на пример, серија balotte saute. Играч са добрим природним балоном има одличне зглобове и дуге ахилове тетиве.